# La Vau de Dieu
La Vau de Dieu (en francès: Lavaudieu) és un municipi francès situat al departament de l'Alt Loira i a la regió d'Alvèrnia-Roine-Alps. L'any 2018 tenia 249 habitants.

## Demografia
El 2007 tenia 228 habitants en 104 famílies. Hi havia 177 habitatges, 103 eren habitatges principals, 51 segones residències i 24 desocupats.

## Economia
El 2007 hi havia 137 persones en edat de treballar, de les quals 99 eren actives. Hi havia 14 empreses: una empresa extractiva, 3 empreses de construcció, una empresa de transport, 3 empreses d'hostatgeria i restauració, una empresa d'informació i comunicació, dues empreses financeres i tres empreses de serveis. L'any 2000 a Lavaudieu hi havia 17 explotacions agrícoles que conreaven un total de 506 hectàrees.